# José Afonso da Silva
José Afonso da Silva (Silva Campos, Minas Gerais, 1925) est un juriste et professeur d’université brésilien, spécialiste en droit constitutionnel.

## Biographie
D’humble extraction (son père était laboureur), José Afonso da Silva arriva à São Paulo en 1947, où depuis lors il réside. Il travailla d’abord dans un atelier de couture avant d’entreprendre des études à la faculté de droit de l’université de São Paulo (USP), sur le Largo São Francisco, où il obtint son titre de licencié en 1957. Il y enseigna ensuite comme professeur titulaire (aujourd’hui émérite) de 1975 à 1995, et eut sous sa responsabilité le cursus de droit de l'urbanisme, au niveau postdoctorat. Expert en droit constitutionnel, il fut pendant plusieurs années procureur de l’État de São Paulo, parallèlement à une fonction de secrétaire à la Sécurité publique de l’État de São Paulo de 1995 à 1999 et d’un poste de professeur de droit financier, de procédure civile et de droit constitutionnel à la faculté de droit de l’université fédérale du Minas Gerais (UFMG). À São Paulo, il eut l’occasion de collaborer avec le juriste spécialisé en droit administratif Hely Lopes Meireles. De vues progressistes, il fit partie, en tant qu’assesseur juridique, de l’Assemblée constituante chargée d’élaborer la constitution fédérale brésilienne de 1988.
Il est membre de plusieurs organisations, parmi lesquelles l’Association brésilienne de constitutionnalistes démocratiques, dont il fut le président et le fondateur, et l’Institut des avocats du Brésil.
Il est le père de l’actuel titulaire de la chaire de droit constitutionnel de la faculté de droit de l’USP, Luís Virgílio Afonso da Silva.

## Publications

### Travaux juridiques
- Curso de Direito Constitucional Positivo (39e édition), éd. Malheiros, São Paulo 2015
- Aplicabilidade das Normas Constitucionais
- Comentário Contextual à Constituição
- Processo Constitucional de Formação das Leis
- Poder Constituinte e Poder Popular: Estudos Sobre a Constituição
- Direito Urbanístico Brasileiro
- Direito Ambiental Constitucional
- O Constitucionalismo Brasileiro
- Ordenação Constitucional da Cultura
- Ação Popular Constitucional
- Poder Constituinte e Poder Popular
- Manual do Vereador
- Um Pouco de Direito Constitucional Comparado
- A Faculdade e Meu Itinerário Constitucional
- Processo Constitucional de Formação das Leis

### Autres ouvrages
- Buritizal. A história de Miguelão Capaégua (roman, 1996)